# Penthimiopsis woodlarkensis
Penthimiopsis woodlarkensis är en insektsart som beskrevs av Evans 1972. Penthimiopsis woodlarkensis ingår i släktet Penthimiopsis och familjen dvärgstritar. Inga underarter finns listade i Catalogue of Life.